# Tabla
De tabla is het meest gebruikte ritmische begeleidingsinstrument in de Hindoestaanse muziek. Behalve in India en aangrenzende landen, wordt de tabla ook veelvuldig in moderne fusion gebruikt.
De tabla bestaat (net als bijvoorbeeld bongo's) uit twee trommels, en wordt tweehandig bespeeld: elke hand heeft zijn eigen trommel. De rechterhand bespeelt de houten dayan (de eigenlijke tabla), de linkerhand de van koper of klei gemaakte bayan, die een diepere klank heeft. De slagtechnieken omvatten een groot aantal zogeheten bols, die elk een andere klank voortbrengen.
Opmerkelijk aan een tabla is het vel dat onregelmatig gemaakt is met een schijf ander materiaal. Deze zwarte schijf wordt gemaakt van een pasta die vooral bestaat uit rijstmeel en ijzervijlsel. De reden is dat door een centrisch geplaatste verzwaring op het tablavel, de resonantiefrequentie zakt, waardoor het vel zeer strak gespannen kan worden om een heldere toon (=Sa) te produceren. Bij de bayan is deze verzwaring uit het centrum geplaatst met een asymmetrie tot gevolg. Door de muis van de hand te plaatsen op het breedste witte stuk van het vel kan door induwen van het bayanvel met de muis van de hand en bespeling met de vingertoppen de toonhoogte van het vel worden veranderd.  Bij het meeste andere slagwerk wordt juist geprobeerd om een zo homogeen mogelijk vel te gebruiken.
De functie van de tabla in de Hindoestaanse muziek is die van het spelen van de tala, de ritmische cyclus waarin een compositie staat. Deze moet tijdens de improvisatie in de raga worden vastgehouden.
Beroemde bespelers van de tabla zijn onder andere Zakir Hussain, Danny Carey en Ustad Alla Rakha.